# Чорнобиль. Зона відчуження. Фінал
«Чорнобиль: Зона відчуження. Фінал» — російський фантастичний трилер режисера Дмитра Кисельова. Прем'єра відбулася 19 вересня 2019 року на російській OTT-платформі Premier.

## Сюжет
Фільм заснований на однойменному серіалі, в якому головні герої намагалися запобігти катастрофі, що сталася на Чорнобильській атомній електростанції. В аномальній зоні Чорнобиля, під захисним саркофагом четвертого енергоблоку, корпорація «Глобал Кінтек» веде незаконне будівництво. Цим планам намагається перешкодити міждержавна спеціальна комісія, але прямо під час прес-конференції на її керівника нападає група невідомих терористів. І очолює їх не хто інший, як Паша — колись він успішно воював із Зоною, але, схоже, що тепер Зона сама захопила його. Четвірці його друзів — Ані, Льохі, Насті та Гоші — не залишається нічого іншого, крім як вирушити до Прип'яті, щоб спробувати врятувати Пашу і попередити катастрофу світового масштабу.
Було знято три кінцівки, у відповідності з трьома показаними в серіалі світами.

## У ролях
| Актор                   | Роль                                                                              |
| ----------------------- | --------------------------------------------------------------------------------- |
| Костянтин Давидов       | Павло (Паша) Вершинін                                                             |
| Христина Казанські      | Анна (Ганна) Антонова                                                             |
| Сергій Романович        | Олексій (Олексій) Горєлов                                                         |
| Анвар Халілулаєв        | Георгій (Гоша) Петрищев                                                           |
| Валерія Дмитрієва       | Анастасія (Настя) Мадишева                                                        |
| Ілля Щербінін           | Ігор Матвєєв «подкастера»                                                         |
| Володимир Ільїн         | Віктор Рябов                                                                      |
| Євген Стичкін           | Сергій Костенко                                                                   |
| Євген Ситий             | Павло Андрійович Голухов                                                          |
| Сергій Дрейден          |                                                                                   |
| Іван Мулін              | Діма (2-й фільм                                                                   |
| Олександр Яценко        | Віталій Сорокін                                                                   |
| Артем Сучков            | Олег                                                                              |
| Ігор Костерін           | лікар ФСБ                                                                         |
| Іван Фоминов            | молодий Рябов                                                                     |
| Анна Кармакова          | молода Марина                                                                     |
| Ігор Савочкін           | сторож Василь                                                                     |
| Ніна Персіянінова       | мати Павла Вершиніна (2-й фільм)                                                  |
| Святослав Насташевський | папа Павла Вершиніна (2-й фільм; у титрах зазначений як Станіслав Насташевський ) |

## Частини
| Частина      | Дата прем'єри   | Платформа |
| ------------ | --------------- | --------- |
| 1-ша частина | 19 вересня 2019 | PREMIER   |
| 2-га частина | 26 вересня 2019 | PREMIER   |
| 3-тя частина | 3 жовтня 2019   | PREMIER   |